# Distrikt Orurillo

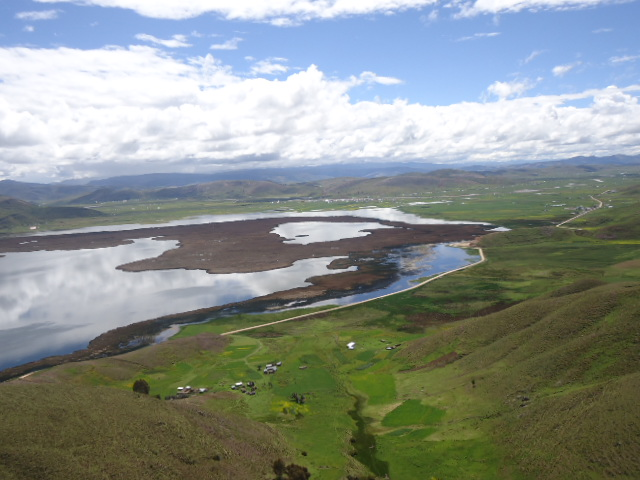
Laguna Orurillo

Der Distrikt Orurillo liegt in der Provinz Melgar in der Region Puno in Südost-Peru. Der Distrikt hat eine Fläche von 397 km². Beim Zensus 2017 wurden 8041 Einwohner gezählt. Im Jahr 1993 betrug die Einwohnerzahl 9897, im Jahr 2007 10.457. Im 3890 m hoch gelegenen Hauptort und Verwaltungssitz Orurillo lebten 2017 1172 Menschen. Orurillo befindet sich am Südostufer des Sees Laguna Orurillo knapp 20 km nordöstlich der Provinzhauptstadt Ayaviri sowie 95 km nordwestlich vom Titicacasee. 

## Geographische Lage
Der Distrikt Orurillo liegt im Andenhochland im Südosten der Provinz Melgar. Der Fluss Río Quenamari (auch Río Grande) durchquert den nordöstlichen Teil des Distrikts. Im Distrikt liegen die Seen Laguna Orurillo und Laguna Janjojota.
Der Distrikt Orurillo grenzt im Südwesten an den Distrikt Ayaviri, im Norden an den Distrikt Nuñoa sowie im Osten an den Distrikt Asillo (Provinz Azángaro).